# Однополые браки в штате Нью-Йорк

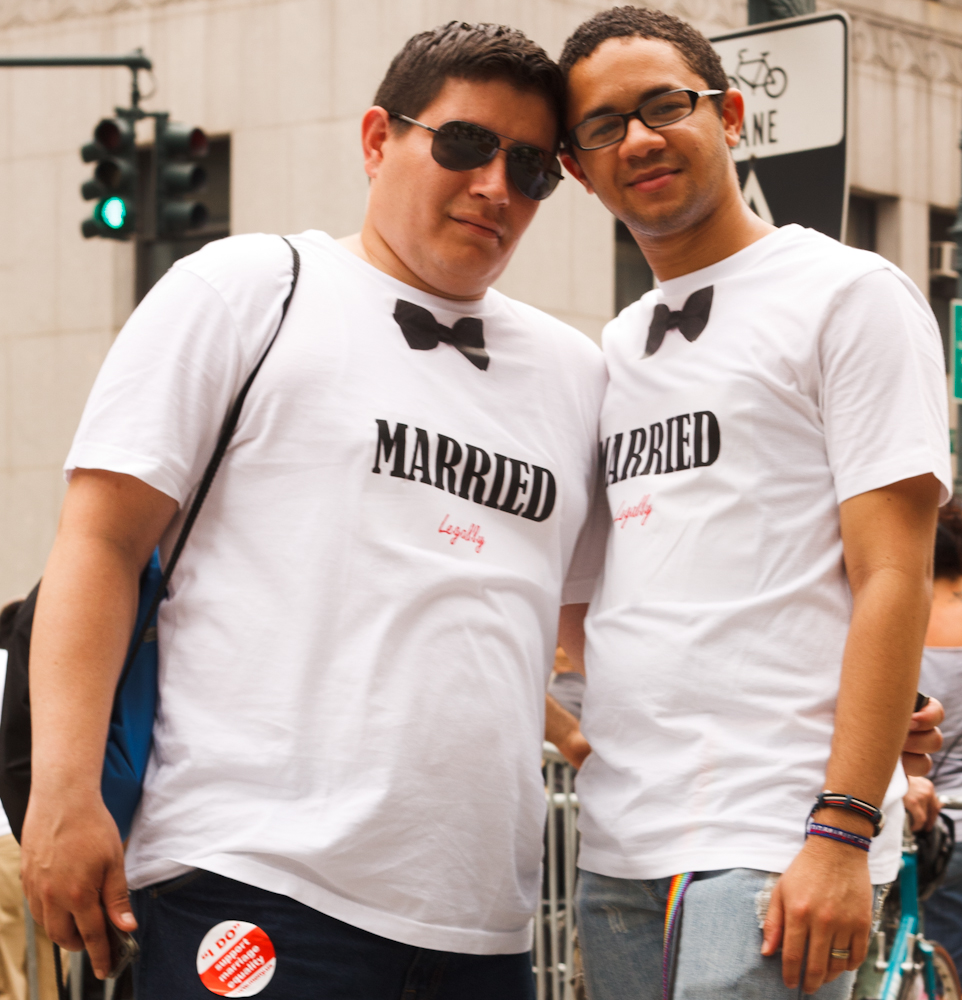
Пара гомосексуалов в Нью-Йорке, заключивших однополый брак

Однополые браки в штате Нью-Йорк (англ. Same-sex marriage in New York) легализованы 24 июля 2011 года в соответствии с Законом о равенстве браков, который был принят законодательным собранием штата 24 июня 2011 года и в тот же день подписан губернатором Эндрю Куомо. Закон о равенстве брака, как и в некоторых других штатах, не ограничивает проживание супругов в границах штата и позволяет религиозным организациям отказываться от проведения однополых свадебных церемоний.
В 2006 году Апелляционный суд штата Нью-Йорк постановил, что конституция штата не содержит правовых указаний на однополые браки, и оставил вопрос о признании таковых на усмотрение законодательного собрания штата. В 2007 году Ассамблея штата Нью-Йорк приняла закон об однополых браках (затем она принимала этот закон ещё дважды — в 2009 и 2011 годах). Однако 2 декабря 2009 года Сенат штата Нью-Йорк отклонил закон об однополых браках в ходе голосования (38 против, 24 за) После переговоров между членами сената штата от республиканской партии и губернатором Эндрю Куомо о защите от судебных исков о дискриминации религиозных групп и некоммерческих организаций, законопроект был принят в сенате штата (33 за, 29 против). Закон вступил в силу 24 июля 2011 года.
Нью-Йорк стал шестым штатом США (после Массачусетса, Коннектикута, Айовы, Вермонта и Нью-Гемпшира) и седьмой юрисдикцией (после округа Колумбия), в котором однополые браки были легализованы.

## История

### Первые браки

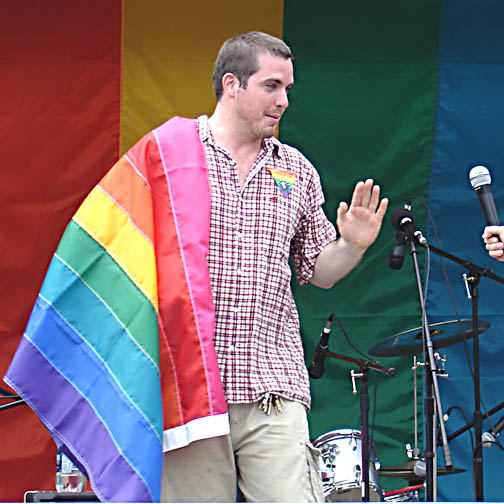
Джейсон Уэст, глава Нью-Палца, с радужным флагом на митинге за однополые браки

27 февраля 2004 года глава деревни Нью-Палц (пригород города Нью-Палц в округе Алстер) Джейсон Уэст сочетал браком двадцать пять однополых пар, под овации толпы, собравшейся перед зданием сельской администрации. Вскоре после этого прокурор округа Алстер обвинил Уэста в девятнадцати правонарушениях в связи с заключением им однополых браков. Суд штата отклонил обвинения против Уэста, после чего решение суда было обжаловано истцом в окружном суде. Судья окружного суда округа Алстер Дж. Майкл Бран вынес решение в пользу штата, возобновив обвинения против Уэста. Своё решение судья обосновал тем, что уголовное дело не касалось того, предусматривала или нет конституция штата однополые браки, а было связано с тем, превысил или нет Уэст полномочия мэра Нью-Плаца, заключив их. В мае 2005 года обвинения против Уэста были восстановлены, но 12 июля того же года они были сняты с него прокурором. После того, как организация Совет свободы подала гражданский иск, оспаривающий законность действий Уэста, суд штата принял бессрочный запрет, запрещавший главе Нью-Плаца регистрировать однополые браки.
27 февраля 2004 года глава деревни Найак Джон Шилдс заявил, что признает однополые браки, заключённые его коллегой в Нью-Палце. 1 марта 2004 года мэр города Итака Кэролайн К. Петерсон также заявила, что признает однополые браки, заключённые в других юрисдикциях.
3 марта 2011 года генеральный прокурор Нью-Йорка Элиот Спитцер, сторонник однополых браков, опубликовал «неофициальное мнение» о том, что муниципальные служащие не должны выдавать лицензии на брак однополым парам, поскольку законодательный орган штата Нью-Йорк не предоставил Уэсту полномочий Законом о семейных отношениях, который в то время не касался однополых пар.

### Иски
После неофициального заключения генерального прокурора Спитцера было подано пять отдельных исков, оспаривающих конституционность определения брака по признаку пола в штате Нью-Йорк. На начальном уровне четыре иска были отклонены, один был принят, но существенно изменён. На уровне апелляций четыре снова потерпели неудачу; по одной из апелляций решение так и не было принято. Все дела были объединены и рассмотрены апелляционным судом штата Нью-Йорк 31 мая 2006 года. 6 июля 2006 года апелляционный суд по делу «Эрнандес против Роблеса» постановил, что действующее законодательство штата Нью-Йорк не разрешает заключать однополые браки и указал на отсутствие федеральных законов, которые разрешали бы подобные союзы.
После решения суда по делу «Эрнандес против Роблеса» борьба в штате за брачное равноправие переместилась с судебной на исполнительную и законодательную ветви власти. Во время кампании за пост губернатора штата Нью-Йорк генеральный прокурор Спитцер заявил, что в случае своего избрания будет добиваться легализации однополых браков. 27 апреля 2007 года он предложил проект закона об однополых браках легислатуре штата Нью-Йорк. 19 июня 2007 года закон был принят в ассамблее штата, но сенат штата не стал утверждать его и вернул законопроект в легислатуру.
В феврале 2008 года Четвёртый департамент апелляционного отдела верховного суда штата Нью-Йорк единогласно вынес решение по делу «Мартинес против округа Монро» о том, что, поскольку власти штата Нью-Йорк признают законными браки между гражданами противоположных полов, заключённые ими за пределами юрисдикции штата, то же самое право должно быть признано властями штата и в отношении браков между гражданами одного пола. 6 мая 2008 года апелляционный суд штата отказался рассматривать апелляцию округа Монро. В ноябре 2008 года округ Монро объявил, что не будет подавать апелляций в отношении решения апелляционного отдела верховного суда штата.